# Mahatha
Mahatha is een geslacht van kreeftachtigen uit de klasse van de Malacostraca (hogere kreeftachtigen).

## Soorten
- Mahatha adonis Ng & Tay, 2001
- Mahatha helaya Bahir & Ng, 2005
- Mahatha iora Ng & Tay, 2001
- Mahatha lacuna Bahir & Ng, 2005
- Mahatha ornatipes (Roux, 1915)
- Mahatha regina Bahir & Ng, 2005